# Matteo Piantedosi
Matteo Piantedosi, né le 20 avril 1963 à Naples, est un fonctionnaire et homme politique italien qui occupe le poste de ministre de l'intérieur au sein du gouvernement Meloni depuis le 22 octobre 2022. Politiquement indépendant, il est proche du leader de la Ligue Matteo Salvini.
Il avait auparavant été préfet des provinces de Lodi (2011-2012), Bologne (2017-2018) et Rome (2020-2022), ainsi que chef de cabinet au ministère de l'Intérieur sous Salvini et plus tard Luciana Lamorgese (2018-2020).

## Biographie
Matteo Piantedosi naît le 20 avril 1963 à Naples,. Son père est directeur d'école et sa mère est enseignante. Il est diplômé en jurisprudence de l'Université de Bologne. Il commence sa carrière à la préfecture de la province de Bologne, dont il  dirige son cabinet pendant huit ans. En 2009, il est appelé au ministère de l'Intérieur, où il exerce diverses fonctions.
En août 2011 il est nommé préfet de la province de Lodi, qu'il quitte au tournant de l'année pour retourner au ministère de l'Intérieur. En mai 2017, il retourne dans la province de Bologne en tant que préfet. Un an plus tard, il quitte ce poste et retourne au ministère, en tant que chef de cabinet sous le ministère de Matteo Salvini. Matteo Piantedosi reste à ce poste après le remplacement de Salvini par Luciana Lamorgese ; il part en août 2020 pour être préfet de la Ville métropolitaine de Rome Capitale,
Lors de son passage au ministère de Salvini, Matteo Piantedosi et le ministre sont mis en examen en 2019 à la suite d'accusations d'abus de pouvoir pour avoir refusé de laisser débarquer en Italie les passagers du bateau de migrants Alan Kurdi. En novembre de la même année, l'affaire contre les deux hommes est classée, le tribunal ayant estimé qu'aucun crime n'a été commis. Il a estimé que l'Italie n'était pas le « pays de premier contact » requis pour accueillir les passagers, car le navire battait pavillon allemand .
Matteo Piantedosi est nommé ministre de l'Intérieur dans le cabinet de Giorgia Meloni, en octobre 2022.

### Vie privée
Matteo Piantedos est marié à Paola Berardino, préfète de la province de Grosseto, avec qui il a deux filles. Bien que né dans la maison de sa mère à Naples, il grandit dans le village de son père de Pietrastornina dans la province d'Avellino également en Campanie, où il reçoit la citoyenneté d'honneur et conserve une maison. Il est un supporter du Bologne FC 1909.

## Récompense
| Prix ou décoration | Prix ou décoration                         | Pays   | Date             |
| ------------------ | ------------------------------------------ | ------ | ---------------- |
|                    | Ordre du Mérite de la République italienne | Italie | 10 octobre 2016. |